# Perkins megye (Dél-Dakota)
Perkins megye az Amerikai Egyesült Államokban, azon belül Dél-Dakota államban található. Megyeszékhelye Bison, legnagyobb városa Lemmon. Lakosainak száma 2835 fő (2020. április 1.). Perkins megye Adams, Harding, Meade, Corson, Ziebach és Butte megyékkel határos.

## Népesség
A megye népességének változása:
| Lakosok száma | 2974 | 3007 | 3030 | 3037 | 3019 | 2835 |
|               | 2010 | 2011 | 2012 | 2013 | 2015 | 2020 |